# Choe Deok-sin
Choe Deok-sin, född 17 september 1914, död 14 november 1989, sydkoreansk dissident, politiker och Sydkoreas utrikesminister 1961 till 1963. Efter sin tid som utrikesminister tjänstgjorde han som Sydkoreas ambassadör i Västtyskland mellan 1963 och 1967. Åter i Sydkorea kom han att leda Chondoiströrelsen i landet tills han 1977 sökte asyl i USA.
1986 hoppade han, tillsammans med sin hustru Ryu Miyong, av till Nordkorea och fram till sin död 1989 var han ordförande för det nordkoreanska Chondoistiska Chongupartiet, en post som hans hustru kom att ta över efter hans död. 